# 巴列伊區
51°30′N 116°55′E / 51.500°N 116.917°E
巴列伊區（俄语：Балейский район），是俄羅斯的一個區，位於該國西部，由外貝加爾邊疆區負責管轄，始建於1935年2月11日，面積5,000平方公里，2010年人口20,500，人口密度每平方公里4.1人。